# Система керування базами даних
Систе́ма управління ба́зами да́них (СУБД, СКБД англ. Database Management System, DBMS) — набір взаємопов'язаних даних (база даних) і програм для доступу до цих даних. Надає можливості створення, збереження, оновлення та пошуку інформації в базах даних з контролем доступу до даних.

## Історія
Першим поколінням СКБД прийнято вважати ієрархічні й мережеві системи. Ці системи отримали широке поширення в 1970-х роках, а першою комерційною системою цього типу була система IMS компанії IBM.
У 1980-х роках ці системи були витіснені системами другого покоління — повсюдно використовуваними і донині реляційними СКБД. У цих системах використовувалися непроцедурні мови управління даними (SQL) і передбачався значний ступінь незалежності даних. Реляційні системи внесли значні удосконалення в управління даними: графічний користувацький інтерфейс (GUI), клієнт-серверні застосунки, розподілені бази даних, паралельний пошук даних та інтелектуальний аналіз даних.
Але вже до кінця 1980-х років існуюча тоді реляційна модель перестала задовольняти розробників в силу низки обмежень. Відповіддю на зростаючу складність програм баз даних стали два нових напрямки розвитку СКБД: об'єктно-орієнтовані СКБД і об'єктно-реляційні СКБД.
У 1991 був утворений консорціум ODMG, основною метою якого стало вироблення промислового стандарту об'єктно-орієнтованих баз даних. Між 1993 та 2001 роками ODMG опублікувала п'ять ревізій своїх специфікацій. Остання версія стандарту має індекс 3.0, після чого група розпустилася. До кінця 1990-х існувало близько десяти компаній, що виробляли комерційні продукти, що позиціонуються на ринку як ООСКБД. Найбільш відомими системами даного класу стали Objectivity, Versant виробництва однойменних компаній, а також СКБД Jasmine, випущена компанією CA. Незважаючи на переваги, що дозволяють ефективніше вирішувати певний ряд завдань, об'єктно-орієнтовані системи так і не змогли завоювати значущу частку ринку СКБД, залишившись «нішевим» продуктом.
Постачальниками традиційних реляційних СКБД також була проведена значна робота з об'єднання об'єктно-орієнтованих і реляційних систем. Розробники постаралися розширити мову SQL, щоб включити в неї концепції об'єктно-орієнтованого підходу, зберігаючи переваги реляційної моделі (об'єктні розширення мови SQL були зафіксовані в стандарті SQL:1999). Основний принцип — це еволюційний розвиток можливостей СКБД без поломки попередніх підходів та зі збереженням наступності з системами попереднього покоління.
Поняття СКБД третього покоління, якими, власне кажучи, і є об'єктно-реляційні СКБД, з'явилося після опублікування групою відомих фахівців в області баз даних «Маніфесту систем баз даних третього покоління». Основні принципи СКБД третього покоління, позначені в маніфесті:
1. Крім традиційних послуг з управління даними, СКБД третього покоління повинні забезпечити підтримку розвиненіших структур об'єктів і правил. Розвинутіша структура об'єктів характеризує засоби, необхідні для зберігання і маніпулювання нетрадиційними елементами даних (тексти, просторові дані, мультимедіа).
2. СКБД третього покоління повинні включити в себе СКБД другого покоління. Системи другого покоління зробили вирішальний внесок у двох областях — непроцедурний доступ за допомогою мови запитів SQL і незалежність даних. Ці досягнення обов'язково повинні враховуватися в системах третього покоління.
3. СКБД третього покоління повинні бути відкриті для інших підсистем. Це включає оснащення різноманітними інструментами підтримки прийняття рішень, доступом з багатьох мов програмування, інтерфейсами до існуючих популярних систем і бізнес-застосунків, можливістю запуску програм з бази даних на іншій машині і розподілені СКБД. Весь набір інструментів і СКБД має ефективно функціонувати на різноманітних апаратних платформах з різними операційними системами. Крім того, СКБД, що розраховує на широку сферу застосування, повинна бути оснащена мовою четвертого покоління (4GL).

У середині 1990 років було лише кілька дослідних прототипів СКБД, які поєднали найкращі риси реляційних і об'єктно-орієнтованих СКБД. Першим комерційним продуктом, якому були властиві об'єктно-реляційні риси, став Universal Server компанії Informix (згодом була поглинена IBM). В даний час більшість цих ідей вже втілено в реальних комерційних рішеннях, в тому числі і в продуктах основних постачальників СКБД (Oracle Database і IBM DB2).
Розвиток індустрії систем керування базами даних базується на значних фундаментальних наукових дослідженнях. Найчастіше, між самими дослідженнями та їхньою конкретною реалізацією в прикладних рішеннях минають роки, а іноді й десятиліття. Роботу в області управління даними проводять як університетські дослідницькі групи (MIT, Berkeley), так і центри розробок основних постачальників СКБД (Oracle, IBM, Microsoft). Інвестування в управління даними — це довгострокове, і разом з тим, вигідне вкладення коштів. В даний час дослідники мають у своєму розпорядженні засоби, що дозволяють ефективно реалізувати найскладніші запити, що маніпулюють терабайтами й петабайтами різних даних.
Основними тенденціями, які дали привід для проведення різних масштабних досліджень в області баз даних стали:
1. Експоненційне зростання даних. Обсяг даних, у тому числі синтетичних, що генеруються автоматизованими системами, значно зріс. Збільшилося і число прикладних областей, в яких вимагається обробка великих обсягів даних. До таких областей тепер відносяться не тільки традиційні корпоративні програми, пошук у веб, але також і наукові дослідження, обробка природних мов, аналіз соціальних мереж тощо.
2. Значне ускладнення структур використовуваних даних. Прості види даних у вигляді чисел і символьних рядків стали доповняться численною мультимедійною інформацією, просторовими, процедурними даними та великою кількістю інших складних форматів.
3. Широке поширення дешевих високопродуктивних апаратних засобів. Щорічно ми спостерігаємо зростання обчислювальних можливостей мікропроцесорів, збільшення ємності і зниження вартості доступних і зручних в експлуатації пристроїв дискової і оперативної пам'яті.
4. Активний розвиток засобів комунікації та «всесвітньої павутини» World Wide Web. WWW стає єдиним інформаційним середовищем, що пронизує весь світ і об'єднує величезне число користувачів та електронних пристроїв.
5. Поява нових важливих областей застосування СКБД. У першу чергу, це пов'язано з інтелектуальним аналізом даних, сховищами даних, а останнім часом — з паралельними обчисленнями і хмарними технологіями.

## Основні характеристики СКБД
- Контроль за надлишковістю даних
- Несуперечливість даних
- Підтримка цілісності бази даних (коректність та несуперечливість)
- Цілісність описується за допомогою обмежень
- Незалежність прикладних програм від даних
- Спільне використання даних
- Підвищений рівень безпеки

## Можливості СКБД
- Дозволяється створювати БД (здійснюється за допомогою мови визначення даних DDL (Data Definition Language))
- Дозволяється додавання, оновлення, видалення та читання інформації з БД (за допомогою мови маніпулювання даними DML, яку часто називають мовою запитів)
- Можна надавати контрольований доступ до БД за допомогою:

1. Системи забезпечення захисту, яка запобігає несанкціонованому доступу до БД;
2. Системи керування паралельною роботою прикладних програм, яка контролює процеси спільного доступу до БД;
3. Система відновлення — дозволяє відновлювати БД до попереднього несуперечливого стану, що був порушений в результаті збою апаратного або програмного забезпечення

## Використання СКБД в мобільних пристроях
1. апаратне забезпечення
2. програмне забезпечення
3. дані
4. процедури — інструкції та правила, які повинні враховуватись при проєктуванні та використанні БД
5. користувачі
  1. адміністратори даних (керування даними, проєктування БД, розробка алгоритмів, процедур) та БД (фізичне проєктування, відповідальність за безпеку та цілісність даних)
  2. розробники БД
  3. прикладні програмісти
  4. кінцеві користувачі

## Архітектура СКБД
Існує трирівнева система організації СКБД ANSI-SPARC, при якій існує незалежний рівень для ізоляції програми від особливостей представлення даних на нижчому рівні.
Рівні:
1. Зовнішній — представлення БД з точки зору користувача.
2. Концептуальний — узагальнене представлення БД, описує які дані зберігаються в БД і зв'язки між ними. Підтримує зовнішні представлення, підтримується внутрішнім рівнем.
3. Внутрішній — фізичне представлення БД в комп'ютері.

Логічна незалежність — повна захищеність зовнішніх моделей від змін, що вносяться в концептуальну модель.
Фізична незалежність — захищеність концептуальної моделі від змін, які вносяться у внутрішню модель.